# Esther de Gélieu
Esther de Gélieu, född 20 september 1757 i Les Verrières i Schweiz, död 13 juni 1817 i Colombier i Schweiz, var en schweizisk pedagog. Hon var en utbildningsmässig pionjär som föreståndare för den första högre flickskolan i Tyskland, Karolinen-Gymnasium i Frankenthal 1782–1786.